# Episodi di Doctor Who (serie televisiva 2005) (quarta stagione)
La quarta stagione della seconda serie televisiva Doctor Who (2005-2022), con David Tennant nel ruolo del Decimo Dottore, è stata trasmessa nel Regno Unito dal 5 aprile al 5 luglio 2008 su BBC One. 
In Italia è andata in onda in prima visione assoluta in chiaro su Rai 4 dal 4 al 18 marzo 2011, preceduta il 3 marzo 2011 dalla trasmissione dello speciale Il viaggio dei dannati.
| nº | Titolo originale         | Titolo italiano                   | Prima TV UK      | Prima TV Italia |
| -- | ------------------------ | --------------------------------- | ---------------- | --------------- |
| 1  | Partners in Crime        | Adipose Industries                | 5 aprile 2008    | 4 marzo 2011    |
| 2  | The Fires of Pompeii     | Le fiamme di Pompei               | 12 aprile 2008   | 5 marzo 2011    |
| 3  | Planet of the Ood        | La canzone degli Ood              | 19 aprile 2008   | 7 marzo 2011    |
| 4  | The Sontaran Stratagem   | Lo stratagemma di Sontaran        | 26 aprile 2008   | 8 marzo 2011    |
| 5  | The Poison Sky           | Il cielo avvelenato               | 3 maggio 2008    | 9 marzo 2011    |
| 6  | The Doctor's Daughter    | La figlia del Dottore             | 10 maggio 2008   | 10 marzo 2011   |
| 7  | The Unicorn and the Wasp | Un caso per Agatha Christie       | 17 maggio 2008   | 11 marzo 2011   |
| 8  | Silence in the Library   | Le ombre assassine                | 31 maggio 2008   | 12 marzo 2011   |
| 9  | Forest of the Dead       | Frammenti di memoria              | 7 giugno 2008    | 14 marzo 2011   |
| 10 | Midnight                 | Midnight                          | 14 giugno 2008   | 15 marzo 2011   |
| 11 | Turn Left                | Gira a sinistra                   | 21 giugno 2008   | 16 marzo 2011   |
| 12 | The Stolen Earth         | La Terra rubata                   | 28 giugno 2008   | 17 marzo 2011   |
| 13 | Journey's End            | La fine del viaggio               | 5 luglio 2008    | 18 marzo 2011   |
| 14 | The Next Doctor          | Un altro Dottore                  | 25 dicembre 2008 | 19 marzo 2011   |
| 15 | Planet of the Dead       | Il pianeta dei morti              | 11 aprile 2009   | 21 marzo 2011   |
| 16 | The Waters of Mars       | L'acqua di Marte                  | 15 novembre 2009 | 22 marzo 2011   |
| 17 | The End of Time - part 1 | La fine del tempo (prima parte)   | 25 dicembre 2009 | 23 marzo 2011   |
| 18 | The End of Time - part 2 | La fine del tempo (seconda parte) | 1 gennaio 2010   | 24 marzo 2011   |

## Adipose Industries
- Titolo originale: Partners in Crime
- Diretto da: James Strong
- Scritto da: Russell T. Davies

### Trama
Il Dottore indaga sulle Adipose Industries, una multinazionale farmaceutica che confeziona pillole per dimagrire. Qui incontra Donna Noble (con la quale ebbe a che fare nell'episodio natalizio La sposa perfetta), che sta indagando anche lei sull'Adipose Industries, infatti la donna va da tempo alla ricerca di strani eventi con la speranza di ricongiungersi con il Dottore, essendosi pentita di aver rifiutato la sua precedente offerta di viaggiare con lui. Insieme, i due cercano di fermare il farmaco, che alla lunga uccide la gente lasciando al loro posto delle strane e piccole creature, gli Adipose. Infatti Foster, la CEO della società, è una levatrice, a cui la Prima Famiglia Adiposiana aveva dato il compito di creare una nuova stirpe, in quanto il loro pianeta era scomparso misteriosamente; infatti le pillole, a un certo punto, uccidono le persone prelevando tutto il grasso corporeo, creando nuovi piccoli Adipose. Altre persone, che hanno assunto il farmaco, rischiano di morire, ma il Dottore e Donna li salvano, fermando il processo. Foster ha comunque creato abbastanza creature, quindi gli Adipose giungono sulla Terra per prelevare i piccoli, ma uccidono la levatrice perché ciò che ha fatto viola le leggi intergalattiche, e quindi, eliminando la complice, ne escono puliti con la legge. Donna chiede al Dottore se può viaggiare con lui, il Signore del Tempo accetta, e quindi i due salgono sul TARDIS all'insegna dell'avventura, ma un fatto incredibile, all'insaputa del Dottore, è avvenuto: Rose sembra essere riapparsa dall'altra dimensione.
- Altri interpreti: Billie Piper (Rose Tyler), Sarah Lancashire (Mrs. Foster), Bernard Cribbins (Wilfred Mott), Jacqueline King (Sylvia Noble), Verona Joseph (Penny Carter), Jessica Gunning (Stacey Campbell), Martin Ball (Roger Davey), Rachid Sabitri (Craig Staniland), Chandra Ruegg (Claire Pope), Sue Kelvin (Suzette Chambers), Jonathan Stratt (tassista)

## Le fiamme di Pompei
- Titolo originale: The Fires of Pompeii
- Diretto da: Colin Teague
- Scritto da: James Moran

### Trama
Il TARDIS atterra a Pompei nel 79 d.C., il giorno prima della eruzione del Vesuvio. Il Dottore e Donna cercano di andarsene, ma scoprono che il TARDIS è stato venduto all'eccentrico commerciante Caecilius, a cui decidono di fare visita, non sapendo di essere spiati da una setta di sibille. Caecilius e la sua famiglia ricevono la visita dell'augure cittadino, Lucio, le cui previsioni (arriva a chiamare il Dottore "figlio di Gallifrey") risultano sistematicamente vere, particolarità che pare condividere con tutti gli indovini della città. Tuttavia nessuno dei veggenti pare prevedere il disastro che il giorno successivo distruggerà Pompei. Donna, ciò nonostante, tenta di avvertire Evelina, la figlia di Caecilius, anch'essa un'indovina, su ciò che sta per avvenire, ma questa segretamente la denuncia alle sibille, a causa della sua "falsa profezia". Nel frattempo, il Dottore scopre a casa di Lucio una sorta di circuito scolpito nel marmo, che l'augure aveva fatto realizzare a vari scultori cittadini. Lucio attraverso una di queste sorgenti comunica con un mostro infuocato che crede essere un dio, chiedendogli di punire il Dottore. Il mostro, che si rivela essere un alieno Pyrovilian, insegue il Dottore, venendo poi sconfitto grazie a un getto d'acqua. Nel trambusto, le sibille rapiscono Donna, ritenuta la "falsa profetessa". Il Dottore riesce ad impedire l'esecuzione della sua amica e insieme fuggono per mezzo di un condotto, che li porta al Vesuvio. Anche Lucio è giunto lì e consegna ai suoi "dei" il circuito, ormai completo. Il Dottore capisce che gli indovini di Pompei non riuscivano a prevedere l'eruzione perché, grazie ai circuiti forniti da Lucio, i Pyrovilian nascosti nel vulcano avrebbero impedito l'eruzione per poi usarne l'energia per conquistare il mondo, avendo perduto il loro pianeta d'origine. Il Dottore quindi deve decidere se salvare i ventimila abitanti di Pompei e permettere la conquista del mondo oppure lasciare eruttare il Vesuvio e così distruggere i Pyrovilian, salvando la Terra. Il Signore del Tempo sceglie la seconda opzione, poiché si tratta di un evento cruciale nella storia dell'uomo e quindi deve compiersi. Però, sotto consiglio dell'amica, mette in salvo almeno la famiglia di Caecilius.
- Altri interpreti: Peter Capaldi (Caecilius), Tracey Childs (Metella), Philip Davis (Lucius), Sasha Behar (Spurrina), Francesca Fowler (Evelina), Lorraine Burroughs (Thalina), Victoria Wicks (alta sacerdotessa), François Pandolfo (Quintus), Karen Gillan (Sibilla), Phil Cornwell (stalliere).

## La canzone degli Ood
- Titolo originale: Planet of the Ood
- Diretto da: Graeme Harper
- Scritto da: Keith Temple

### Trama
Il TARDIS atterra su un pianeta ghiacciato, sede della compagnia del magnate Klineman Halpen, che sfrutta e commercia per tutto l'universo gli Ood (alieni già visti in L'abisso di Satana). La compagnia di Klineman è tuttavia afflitta da un problema: gli Ood, normalmente pacifici ed obbedienti, a volte perdono il controllo di loro stessi e, utilizzando la sfera luminosa collegata al loro cervello che gli permette di comunicare, uccidono i loro padroni. Il Dottore e Donna, fingendosi proprietari di una fittizia compagnia interstellare, entrano nella base per una visita organizzata per i compratori, per poi introdursi nei magazzini dove gli Ood, stipati nei container, attendono passivamente di essere venduti. I due vengono scoperti e catturati dalla sicurezza, ma tutti gli Ood presenti nei container assalgono i mercenari di Klineman. Il Dottore e Donna, fuggendo, si imbattono in alcuni Ood imprigionati in una gabbia, e così scoprono che gli Ood nascono con un secondo cervello, collegato a quello principale, che gli permette di esprimersi, e che Klineman sostituisce con la sfera luminosa che tutti conoscono, lobotomizzandoli ed impedendogli di comunicare telepaticamente tra loro.
Klineman riesce a ricatturare i due, salvo abbandonare i suoi propositi vendicativi lasciandoli in balia degli Ood che, ormai totalmente in rivolta, stanno uccidendo tutto il personale della base. Gli Ood precedentemente incontrati dal Dottore e da Donna li salvano da morte certa ed i due inseguono Klineman, che si dirige in un misterioso magazzino. Ciò che è all'interno di quel magazzino si rivela essere il gigantesco terzo cervello degli Ood, una sorta di coscienza collettiva che, bloccata da secoli dalla famiglia Halpen con un campo magnetico, impedisce agli Ood di comunicare. Klineman vi piazza delle bombe intorno per distruggerlo e porre fine alla rivolta, ma, prima di poter nuocere al Dottore o a Donna, si trasforma lui stesso in un Ood. Il responsabile è Ood Sigma, l'Ood personale di Klineman, che, in tutti gli anni in cui lo aveva servito, non aveva mai smesso di somministrargli un siero speciale, da lui spacciato come prodotto contro la calvizie. Il Dottore rimuove il campo magnetico, permettendo agli Ood di comunicare dopo duecento anni di silenziosa schiavitù e questi intonano una canzone.
- Altri interpreti: Tim McInnerny (Klineman Halpen), Ayesha Dharker (Solana Mercurio), Adrian Rawlins (Dr. Ryder), Roger Griffiths (Comandante Kess), Paul Clayton (Mr. Bartle), Paul Kasey (Ood Sigma), Tariq Jorden (Rep), Silas Carson (voce degli Ood)

## Lo stratagemma di Sontaran
- Titolo originale: The Sontaran Stratagem
- Diretto da: Douglas Mackinnon
- Scritto da: Helen Raynor

### Trama
Martha Jones, che ora fa parte della UNIT, contatta il Dottore per i poco chiari affari della ATMOS, un sistema, dotato di navigatore satellitare, che riduce a zero le emissioni di CO2. Tale sistema è stato inventato da Luke Rattigan, un ragazzo prodigio ora milionario. Mentre la UNIT interroga gli operai della ATMOS, Martha suggerisce a Donna di tornare dalla sua famiglia e di informarli sui viaggi che lei compie con il Dottore. Donna segue il consiglio dell'amica ed il Dottore si reca all'Accademia Rattigan, istituto fondato dallo stesso per ospitare le più promettenti e giovani menti del mondo. Dopo un colloquio con il ragazzo, il Dottore capisce che l'ATMOS non è farina del sacco di quest'ultimo e, notando un teletrasportatore nella stanza, lo attiva e si ritrova in una astronave aliena, parte di una flotta aliena che si prepara ad invadere la Terra. Tornato indietro, il Dottore viene inseguito dal capo degli alieni Sontaran, il Generale Staal, detto "l'Imbattibile". Il Dottore riesce a neutralizzarlo e a fuggire, salvo poi dover abbandonare l'auto poiché l'ATMOS, controllato da Staal e Rattigan, tenta di eliminarlo, mandando il veicolo in acqua. Nel frattempo Martha scopre che gli operai della ATMOS sono tutti vittime di ipnosi, ma, prima di riuscire a riferirlo ai suoi superiori, viene presa in custodia da due militari, anch'essi ipnotizzati dai Sontaran, che la portano da Staal. Quest'ultimo utilizza i ricordi della donna per crearne un clone, che infiltra nella UNIT. Il Dottore raggiunge Donna e, tentando di disattivare l'ATMOS nell'auto dell'amica, vi scopre la presenza di uno strano gas venefico. Il Dottore chiede a Martha di avvisare la UNIT, poiché se scendessero in battaglia verrebbero massacrati dai Sontaran, popolo dedito alla guerra, ma questa, essendo il clone, ignora la chiamata e non avverte i suoi superiori. I Sontaran, vistosi scoperti, attivano tutti i dispositivi con il gas letale, anche nell'auto di Wilfred Mott, il nonno di Donna.
- Altri interpreti: Freema Agyeman (Martha Jones), Christopher Ryan (Generale Staal), Rupert Holliday-Evans (Colonnello Mace), Dan Starkey (Colonnello Skorr), Ryan Sampson (Luke Rattigan), Bernard Cribbins (Wilfred Mott), Jaqueline King (Sylvia Noble), Eleanor Matsuura (Jo Nakashima), Christian Cooke (Ross Jenkins), Clive Standen (soldato Harris), Wesley Theobald (soldato Gray), Ruari Mears (clone)

## Il cielo avvelenato
- Titolo originale: The Poison Sky
- Diretto da: Douglas Mackinnon
- Scritto da: Helen Raynor

### Trama
L'ATMOS, installato sulla metà delle auto del pianeta, si aziona sprigionando il gas delle auto ed avvolgendo la Terra in una nube. Wilfred, rimasto chiuso nell'auto con il gas, viene salvato da Sylvia, figlia di quest'ultimo e madre di Donna. Il Dottore, trovata un'auto priva di ATMOS, si dirige alla UNIT e consegna a Donna una chiave del TARDIS. Quest'ultima si mette al sicuro al suo interno, ma il clone di Martha riesce a fare teletrasportare la cabina sulla astronave nemica. Mentre il livello dell'ATMOS continua a salire pericolosamente, la UNIT ordina un attacco nucleare verso la nave Sontaran, prontamente sabotato dal clone di Martha. I Sontaran, per tutta risposta, si teletrasportano nei sotterranei della fabbrica ed attaccano i militari della UNIT, le cui armi sono rese inoffensive da un marchingegno alieno. Nel frattempo, Rattigan tenta di convincere gli altri allievi dell'Accademia a seguirlo ed a utilizzare le strabilianti invenzioni da loro inventate per ricreare la civiltà su un altro pianeta, fornito loro dai Sontaran, lontano dalla quotidianità in cui dei geni come loro non hanno mai trovato posto. Tuttavia i ragazzi, preoccupati per i loro amici e familiari, lo abbandonano. La UNIT, rifornita di armi capaci di contrastare il blocco alieno e riorganizzatasi, attacca la base, sgominando i Sontaran. Il Dottore giunge nei sotterranei della fabbrica dove trova la vera Martha, che viene liberata. Riunitosi anche con Donna, sfuggita ai Sontaran, il Dottore assiste alla morte del clone, che svela loro il vero piano dei Sontaran: il gas in realtà è una sostanza che trasformerà la Terra in un'enorme incubatrice per nuovi cloni Sontaran, da impiegare in nuove guerre. Il trio usa il teletrasportatore lì presente per giungere all'Accademia Rattigan, dove il Dottore utilizza uno dei dispositivi terraformanti del ragazzo per incendiare l'atmosfera, bruciando tutto il gas che lo avvolgeva. I Sontaran si preparano ad attaccare in massa la Terra, ed il Dottore capisce che per fermarli deve usare il medesimo dispositivo contro di loro. Poiché vuole comunque lasciare loro una scelta, il Dottore è pronto ad andare di persona sulla nave, morendo con loro. Inaspettatamente Rattigan si teletrasporta sulla nave e prende il posto del Dottore, facendosi esplodere assieme a Staal e alla nave Sontaran.
- Altri interpreti: Freema Agyeman (Martha Jones), Christopher Ryan (Generale Staal), Rupert Holliday-Evans (Colonnello Mace), Bridget Hodson (Capitano Price), Dan Starkey (Colonnello Skorr), Ryan Sampson (Luke Rattigan), Bernard Cribbins (Wilfred Mott), Jaqueline King (Sylvia Noble), Eleanor Matsuura (Jo Nakashima), Christian Cooke (Ross Jenkins), Clive Standen (soldato Harris), Wesley Theobald (soldato Gray), Meryl Fernandes (studentessa), Leeshon Alexander (studente), Kirsty Wark (sé stessa), Lachele Carl (annunciatrice statunitense), Jack Steed (Tenente Skree)

## La figlia del Dottore
- Titolo originale: The Doctor's Daughter
- Diretto da: Alice Troughton
- Scritto da: Stephen Greenhorn

### Trama
Il Dottore, Donna e Martha (rimasta bloccata durante l'inaspettata partenza nel TARDIS) si ritrovano nel sottosuolo del pianeta Messalina, dove è in corso una guerra tra umani e Hath, creature simili a degli anfibi. Il Dottore è costretto da Cobb, il capo della fazione umana, a mettere una mano in una macchina, che preleva un campione del suo DNA e se ne serve per creare una ragazza, già adulta, che Donna chiamerà Jenny: a tutti gli effetti questa è la figlia del Dottore. Purtroppo un'esplosione separa Martha, che viene presa in custodia dagli Hath, dal resto del gruppo. Il Dottore scopre che la causa della guerra è il possesso della "Sorgente", un oggetto mitico che darà alla fazione che lo controllerà il potere di vincere la guerra. Condotto nella base umana, il Dottore analizza la mappa olografica dei tunnel di Messalina con il cacciavite sonico e vi fa comparire delle zone segrete, in cui potrebbe trovarsi la Sorgente. Purtroppo, accade lo stesso nella mappa in possesso degli Hath, che partono alla ricerca della Sorgente. Il Dottore, per via delle sue tendenze pacifiste, malviste da Cobb, viene imprigionato assieme a Donna e a Jenny, ma quest'ultima inganna le sentinelle e riesce a liberarsi assieme al padre e a Donna. Durante il tragitto verso la Sorgente, Donna convince il Dottore ad accettare la figlia, che lui tratta con freddezza, credendola solamente un soldato. Giunto alla Sorgente (in realtà un dispositivo terraformante dei primi colonizzatori di Messalina), il Dottore riesce a far cessare le ostilità tra i due popoli a prezzo della morte di Jenny, uccisa da Cobb.
Alla fine il Dottore capisce che era Jenny il motivo dell'inaspettata partenza del TARDIS, ma che la macchina del tempo era arrivata troppo in fretta, causando la nascita della stessa e creando quindi un paradosso. Tuttavia, dopo che il Dottore se ne è andato, credendola morta, la ragazza si rigenera e ruba un razzo, partendo per esplorare lo spazio.
- Altri interpreti: Freema Agyeman (Martha Jones), Georgia Moffett (Jenny), Nigel Terry (Cobb), Joe Dempsie (Cline), Paul Kasey (Hath Peck), Ruari Mears (Hath Gable), Akin Gazi (Carter), Olalekan Lawal Jr. (soldato)

## Un caso per Agatha Christie
- Titolo originale: The Unicorn and the Wasp
- Diretto da: Graeme Harper
- Scritto da: Gareth Roberts

### Trama
Il Dottore e Donna atterrano nella tenuta di Lady Eddison nel 1926 dove incontrano Agatha Christie, il giorno prima della sua misteriosa sparizione. La festa è però rovinata dall'omicidio del professor Peach, un invitato ucciso nella biblioteca della tenuta. Il Dottore e Donna si improvvisano investigatori di Scotland Yard e chiedono aiuto alla famosa scrittrice. Mentre il Dottore e Agatha interrogano senza successo gli altri invitati (che risultano tutti senza un alibi), Donna visita una stanza in cui, quarant'anni prima, Lady Eddison si isolò per ben sei mesi al suo ritorno dall'India. Lì, Donna viene aggredita da una gigantesca vespa, che il Dottore identifica come un alieno, un Vespiforme, e come probabile autore degli omicidi. Il Dottore, mentre riflette insieme ad Agatha sul perché gli omicidi assomiglino così tanto ai gialli da lei scritti, si accorge di essere stato avvelenato con del cianuro, ma grazie alla sua natura aliena riesce prontamente a salvarsi. Giunge il momento della risoluzione finale, dove il Dottore, Agatha e Donna riescono a smascherare il colpevole, nondimeno che il reverendo Golightly, in realtà il figlio avuto quarant'anni prima da Lady Eddison dopo una relazione segreta con un giovane, un Vespiforme tenuto sotto spoglie umane da un gioiello, ora posseduto da lei. Dopo essersi richiusa in una stanza per il resto della gravidanza, la nobildonna consegnò il figlio a dei frati, che lo educarono in maniera religiosa, spingendolo a prendere i voti. Qualche giorno prima, dopo uno scatto d'ira  aveva scoperto la sua vera natura ed aveva iniziato ad uccidere con il modus operandi degli assassini descritti da Agatha Christie, poiché in quello stesso momento Lady Eddison stava leggendo un giallo della scrittrice, con il prezioso gioiello addosso.
Il reverendo, vistosi scoperto, assume la forma di vespa ed insegue Agatha, ora in possesso del gioiello. Per salvare la scrittrice, Donna lancia il gioiello nel lago lì vicino ed il Vespiforme lo segue, affogando. Il Dottore cancella ad Agatha tutti i ricordi relativi all'incontro con l'alieno e la lascia ad Harrogate dieci giorni dopo gli avvenimenti, dove poi verrà ritrovata. Tuttavia, il Dottore mostra a Donna una ristampa di un libro della scrittrice con una copertina che raffigura una vespa gigante, facendo intendere che Agatha non si sia dimenticata proprio di tutto.
- Altri interpreti: Fenella Woolgar (Agatha Christie), Felicity Kendal (Lady Clemency Eddison), Felicity Jones (Robina Redmond), Christopher Benjamin (Colonnello Hugh Curbishly), Tom Goodman-Hill (Reverendo Golightly), Ian Barritt (Professor Peach), David Quilter (Greeves), Adam Rayner (Roger Curbishley), Daniel King (Davenport), Charlotte Eaton (Mrs. Hart), Leena Dhingra (Mrs. Chandrakala)

## Le ombre assassine
- Titolo originale: Silence in the Library
- Diretto da: Euros Lyn
- Scritto da: Steven Moffat

### Trama
Il Dottore e Donna piombano nel 51º secolo, in un'immensa biblioteca che occupa un intero pianeta, misteriosamente abbandonato da più di duecento anni. Dopo aver chiesto informazioni ad una bizzarra console dotata di faccia umana, i due si addentrano in biblioteca. Qui incontrano un gruppo di esploratori ed archeologi guidati dalla dottoressa River Song, che sembra conoscere da molto tempo il Dottore, nonostante lui sia certo di non averla mai incontrata prima di allora. Nel frattempo, una bambina è alle prese con uno psicologo, il Dr. Moon, che cerca di convincerla del fatto che la Biblioteca, che lei visita quando sogna, sia solamente frutto della sua immaginazione. Mentre il Dottore cerca di comprendere l'ultimo messaggio di CAL, il server della Biblioteca, che riporta illogicamente la frase "4022 salvati, nessun sopravvissuto", Miss Evangelista, allontanatasi dal gruppo, viene uccisa ed il suo corpo viene spolpato in un istante. A questo punto, il Dottore capisce di essere in presenza delle ombre assassine chiamate "Vashta Nerada". Mentre la stessa bambina di prima osserva dalla televisione ciò che avviene all'interno della Biblioteca, il Dottore teletrasporta Donna in salvo sul TARDIS, ma qualcosa va storto e Donna scompare nel nulla. I Vashta Nerada "prendono" un altro membro del gruppo e, dopo averlo divorato, iniziano a muovere il suo scheletro dall'interno della tuta. Fuggendo dalle ombre, il gruppo si ritrova in un vicolo cieco e, mentre il pericolo incombe, il Dottore viene informato da una console, con la faccia di Donna, che anche l'amica ha lasciato la Biblioteca ed "è stata salvata".
- Altri interpreti: Alex Kingston (Professoressa River Song), Colin Salmon (Dr. Moon), Eve Newton (la ragazza), Mark Dexter (papà), Sarah Niles (primo nodo), Joshua Dallas (secondo nodo), Steve Pemberton (Strackman Lux), Talulah Riley (Miss Evangelista), Jessika Williams (Anita), O. T. Fagbenle (Altro Dave), Harry Peacock (Dave)

## Frammenti di memoria
- Titolo originale: Forest of the Dead
- Diretto da: Euros Lyn
- Scritto da: Steven Moffat

### Trama
Donna, sempre osservata in televisione dalla bambina dell'episodio precedente, si ritrova in un centro di cura, in cui il Dr. Moon le manipola la memoria, creandole dei falsi ricordi e costruendone una vita in questa dimensione fittizia, in cui ha un marito e due figli. Grazie ai loro dispositivi sonici, il Dottore, River e gli altri sfuggono ai Vashta Nerada. Il Dottore, sapendo che tali creature dimorano nei boschi, capisce che i Vashta Nerada si trovano nella Biblioteca, poiché le loro foreste sono state abbattute, diventando poi i milioni di libri lì contenuti. Nel frattempo, Donna incontra una donna in nero, che si rivela essere Miss Evangelista, e questa le rivela la verità, ovvero che la vita che vive è una finzione e la prova di ciò sono i suoi figli, perfettamente identici ad ogni altro bambino di quella realtà. La bambina alla televisione, spaventata, tenta di spegnere il dispositivo con un telecomando, attivando il conto alla rovescia per l'autodistruzione della Biblioteca. Il Dr. Moon tenta di calmare la bambina, ma questa lo fa scomparire. Il Dottore capisce che il messaggio di CAL ("4022 salvati, nessun sopravvissuto") intendeva letteralmente che le persone all'interno della biblioteca, durante l'attacco dei Vashta Nerada, erano state salvate informaticamente nel server della biblioteca, ed ora si trovano in una dimensione cibernetica fittizia, in cui è intrappolata anche Donna.
Il gruppo raggiunge il nucleo del pianeta, dove è contenuta CAL, ovvero Charlotte Abigail Lux, la bambina, prozia del capo della spedizione e proprietario della Biblioteca, che, malata fin dalla giovane età, era stata salvata nel server centrale del pianeta, per darle una sorta di vita normale. Il Dr. Moon non è altro che un antivirus, volto a proteggere CAL; poiché ora è stato spento, l'autodistruzione è imminente. Il Dottore, dopo aver sconfitto definitivamente i Vashta Nerada, si prepara ad eseguire il download dei 4022 salvati, fermando l'autodistruzione. Capendo che tale operazione lo ucciderebbe, River prende il suo posto, sapendo che, in futuro, si incontreranno di nuovo. Il Dottore assiste impotente alla morte dell'archeologa, ma successivamente riesce a salvarne la coscienza nel server della biblioteca, assieme ai membri della spedizione morti a causa dei Vashta Nerada.
- Altri interpreti: Alex Kingston (Professoressa River Song), Colin Salmon (Dr Moon), Harry Peacock (Dave), Steve Pemberton (Strackman Lux), Jessika Williams (Anita), O. T. Fagbenle (Altro Dave), Eve Newton (la ragazza/Charlotte Abigail Lux), Mark Dexter (Papà), Jason Pitt (Lee), Eloise Rakic-Platt (Ella), Alex Midwood (Joshua), Talulah Riley (Miss Evangelista), Jonathan Reuben (uomo)

## Midnight
- Titolo originale: Midnight
- Diretto da: Alice Troughton
- Scritto da: Russell T. Davies

### Trama
Sul pianeta Midnight (Mezzanotte), dove non può formarsi nessuna forma di vita, mentre Donna rimane in "albergo", il Dottore si concede un viaggio nello spazio alle Cascate dei Diamanti. A metà del viaggio lo shuttle si ferma improvvisamente e, mentre attendono una navicella di salvataggio, i passeggeri sentono dei rumori provenienti dall'esterno, come se qualcosa stesse cercando di entrare. Dopo un violento scossone che scuote il veicolo, l'hostess scopre che l'abitacolo con dentro il meccanico e il pilota è stato strappato via dal resto dello shuttle. Il Dottore e il resto dei passeggeri si accorgono che una di loro, Sky Silvestry, si comporta in modo strano e inquietante ripetendo ossessivamente le parole dei compagni, tanto che questi ultimi iniziano a pensare sia stata posseduta da qualcosa e si spaventano sempre di più. Sky arriva a parlare in perfetta simultanea con gli altri, presumibilmente leggendo nella mente delle persone. Quando al Dottore viene chiesto il nome, questi temporeggia e risponde dì chiamarsi John Smith. Questo è il momento in cui Sky smette di ripetere ciò che tutti dicono, per ripetere solo ciò che dice il Dottore, sebbene non ripeta il nome John Smith. Il Dottore ritiene che l'entità sta cercando di comunicare con loro attraverso la donna apprendendo vocalmente nel mentre; cerca quindi di ragionarci, contro il volere dei passeggeri. A un certo punto, Sky comincia a parlare prima del Dottore e i presenti concludono che l'entità è passata a lui; Sky dice loro che è tornata normale e convince gli altri passeggeri a buttare il Dottore fuori dalla navicella nello spazio per liberarsi dell'entità. Il gruppo, ormai in preda alla paranoia e isteria, comincia a litigare mentre buona parte di loro cerca di trascinare il Dottore verso il portellone di rilascio. Tuttavia l'hostess, sentendo Sky usare frasi tipiche del Dottore come Allons-y, capisce che la donna è ancora posseduta. Non potendo fermare gli altri passeggeri ormai inarrestabili, l'hostess si sacrifica gettandosi fuori dalla navicella con Sky, salvando il Dottore. Il gruppo si riprende, aspettando scossa l'arrivo dei soccorsi, per poi tornare su Midnight dove il Dottore si ricongiunge con Donna.
- Altri interpreti: Lesley Sharp (Sky Silvestry), Rakie Ayola (Hostess), David Troughton (Professor Hobbes), Ayesha Antoine (Dee Dee Blasco), Lindsey Coulson (Val Cane), Daniel Ryan (Biff Kane), Colin Morgan (Jethro), Tony Bluto (Joe il guidatore), Duane Henry (Claude il meccanico), Billie Piper (Rose Tyler)

## Gira a sinistra
- Titolo originale: Turn Left
- Diretto da: Graeme Harper
- Scritto da: Russell T. Davies

### Trama
Durante un viaggio sul pianeta Shan Shen una cartomante convince Donna a esaminare il suo passato, intanto un grosso scarabeo alieno si posiziona sulla sua schiena, creando una linea temporale alternativa. Si comincia da un incrocio dove Donna, prima di incontrare il Dottore, dovrebbe voltare a sinistra, dando via agli eventi che la faranno incontrare con lui e ripercorrere la sua vita o voltare a destra e creare una storia alternativa: Donna, convinta dalla madre, gira a destra. Nella nuova linea temporale, il Dottore, non avendo mai incontrato Donna in La sposa perfetta, è deceduto mentre affrontava l'imperatrice Racnoss. Con la morte del Dottore molti degli avvenimenti della terza e quarta stagione cambiano drammaticamente: Martha Jones è morta in Alieni sulla Luna, l'astronave Titanic ha distrutto Londra in Il viaggio dei dannati, gli Adipose hanno decimato l'America (Adipose Industries), la squadra di Torchwood Tre si è sacrificata per dissolvere l'ATMOS nell'atmosfera, mentre Jack Harkness è stato catturato dai Sontaran ne Il cielo avvelenato e l'Inghilterra cade sotto uno stato di polizia, in cui regna la paura del diverso. Alla fine, Rose Tyler aiuta Donna a ritornare alla sua realtà. Il Dottore spiega a Donna che questi speciali scarabei riscrivono la storia, ma mai in modo da stravolgere l'equilibrio dell'universo dato che esso solitamente si bilancia da solo, ma in questo caso il cambiamento da loro creato è stato tale che si è venuto a creare un nuovo universo attorno a Donna. Quest'ultima riferisce un messaggio al Dottore da parte di Rose: Bad Wolf. Il Signore del Tempo comprende che Donna ha incontrato Rose.
- Altri interpreti: Bernard Cribbins (Wilfred Mott), Billie Piper (Rose Tyler), Jacqueline King (Sylvia Noble), Joseph Long (Rocco Colasanto), Noma Dumezweni (Capitano Erisa Magambo), Ben Righton (Oliver Morgenstern), Chipo Chung (cartomante), Natalie Walter (Alice Coltrane), Loraine Velez (cameriera spagnola), Jason Mohammad (annunciatore della BBC), Lachele Carl (Trinity Wells), Bhasker Patel (Jival Chowdry)

## La Terra rubata
- Titolo originale: The Stolen Earth
- Diretto da: Graeme Harper
- Scritto da: Russell T. Davies

### Trama
Il Dottore scopre che la Terra è scomparsa e chiede aiuto al Proclama Ombra, un sorta di organizzazione di intelligence spaziale, e grazie a loro scopre che la Terra fa parte di un insieme di 27 pianeti misteriosamente scomparsi (tra cui figurano quello degli Adipose e quello dei Pyrovilian). Nel frattempo, la popolazione terrestre fa un inquietante scoperta: nel cielo sono comparsi altri 26 pianeti mai visti prima e la Terra pare essersi letteralmente spostata in un altro quadrante dell'universo. I Dalek, responsabili dello spostamento dei pianeti, invadono la Terra, attaccando tutte le basi militari. Anche la UNIT viene attaccata e distrutta, ma Martha Jones riesce a fuggire grazie ad un dispositivo di trasporto sperimentale. Intanto Rose Tyler, giunta dalla dimensione parallela, mette in salvo la famiglia di Donna, ma rimane delusa dal fatto che Donna, e quindi anche il Dottore, risultino irreperibili. Quest'ultimo infatti, non riesce a localizzare l'ubicazione dei pianeti scomparsi. La Terra, sconfitta su tutta la linea, dichiara la resa ed i Dalek iniziano a requisire parte della popolazione. Non tutto è perduto però: Harriet Jones, l'ex-primo ministro inglese, (già vista in vari episodi della prima stagione ed in L'invasione di Natale) contatta grazie ad una rete di sub-frequenza, invisibile ai Dalek, tutti i compagni del Dottore, tra cui il capitano Jack Harkess e la squadra di Torchwood Tre, Martha Jones e Sarah Jane Smith. Grazie ad uno stratagemma riescono a contattare il Dottore e condurlo dove si trovano i pianeti scomparsi, nella galassia della Cascata della Medusa (già nominata in diversi episodi della stagione). Purtroppo la felicità dura poco, poiché a capo dei Dalek si rivela esserci nientemeno che il loro creatore e signore, Davros, che è stato recuperato dalla Guerra del Tempo da Dalek Caan, che, pur avendo perso il senno, ha acquisito capacità profetiche. Il segnale della sub-frequenza viene scoperto ed Harriet Jones viene uccisa dai Dalek. Il Dottore e Donna atterrano in una Londra deserta e lì il Signore del Tempo può riabbracciare l'amata Rose. Tuttavia, poco prima che ciò accada, un Dalek ferisce a morte il Dottore. Jack, teletrasportatosi lì, distrugge il Dalek e mette in salvo tutti all'interno del TARDIS, mentre il Dottore inizia a rigenerarsi.
- Altri interpreti: Billie Piper (Rose Tyler), Freema Agyeman (Martha Jones), John Barrowman (Jack Harkness), Elisabeth Sladen (Sarah Jane Smith), Penelope Wilton (Harriet Jones), Gareth David-Lloyd (Ianto Jones), Eve Myles (Gwen Cooper), Thomas Knight (Luke Smith), Bernard Cribbins (Wilfred Mott), Jaqueline King (Sylvia Noble), Adjoa Andoh (Francine Jones), Julian Bleach (Davros), Michael Brandon (Generale Sanchez), Andrea Harris (Suzanne), Lachele Carl (Trinity Wells), Richard Dawkins (sé stesso), Paul O'Grady (sé stesso), Marcus Cunningham (ubriaco), Jason Mohammad (annunciatore BBC), Paul Kasey (Judoon), Kelly Hunter (Architetto del Proclama Ombra), Amy Beth Hayes (Servente Albino), Gary Milner (uomo spaventato), Nicholas Briggs (voce dei Dalek), Alexander Armstrong (Mr. Smith)

### Curiosità
- In questo episodio e nel seguente appaiono gran parte dei personaggi dell'universo di Doctor Who e degli spin-off Torchwood e Le avventure di Sarah Jane.
- In questo episodio viene chiarito il mistero delle api scomparse, già accennato in diversi episodi della stagione.
- Vengono menzionati alcuni pianeti, le cui scomparse erano già state accennate nel primo, secondo e decimo episodio della stagione.

## La fine del viaggio
- Titolo originale: The Journey's End
- Diretto da: Graeme Harper
- Scritto da: Russell T. Davies

### Trama
Il Dottore trasferisce parte della sua energia rigenerativa nella mano (mozzatagli dai Sycorax in L'invasione di Natale) che porta con sé, riuscendo quindi a curare la sua ferita senza dover cambiare volto. Il TARDIS viene catturato dai Dalek ed il Dottore, Jack e Rose vengono catturati e portati al cospetto di Davros. Donna, rimasta all'interno del TARDIS, le cui difese sono state annullate, viene gettata assieme alla cabina in un nucleo infuocato. Donna, toccando la mano amputata del Dottore, genera un altro Decimo Dottore, biologicamente umano, che riesce a far fuggire il TARDIS dal nucleo infuocato. Il Dottore umano e Donna tornano sull'astronave dei Dalek, dove il vero Dottore e Rose sono intrappolati, al contrario di Jack che, data la sua immortalità, è riuscito a fuggire simulando la sua morte. Martha dichiara a Davros da una base tedesca della UNIT che intende usare una chiave che farebbe detonare numerose testate nucleari, distruggendo la Terra. Dopo aver rischiato di essere uccisa dai Dalek, Sarah (salvata da Mickey e da Jackie, la madre di Rose) viene portata con loro sull'astronave Dalek con gli altri umani per testare una speciale bomba anti-realtà che, sfruttando come amplificatore i pianeti rubati, avrebbe distrutto l'intero universo. Anche Jack, riunitosi con Sarah e gli altri, ricatta Davros con un'arma di distruzione di massa. Martha e gli altri vengono teletrasportati sulla nave e vengono imprigionati. All'improvviso, il Dottore umano cerca di raggiungere Davros e di colpirlo con l'arma che aveva creato poco prima, ma viene colpito da un raggio di energia e la stessa cosa accade a Donna, sopraggiunta per aiutarlo. La bomba sta per attivarsi, ma all'ultimo secondo viene disattivata da Donna stessa, che, durante la metacrisi che ha generato il Dottore umano ha acquisito parte della mente di lui e di alcune caratteristiche dei Signori del Tempo, ed insieme agli altri Dottori rimanda i 27 pianeti nei loro rispettivi Sistemi Solari, dopodiché il Dottore umano distrugge l'astronave e tutti i Dalek all'interno, facendo avverare la profezia di Dalek Caan, secondo la quale sarebbe morta una persona, ovvero Davros. Infine il TARDIS riporta tutti a casa, ed il Dottore lascia la sua controparte umana con Rose nell'altro universo, in quanto non può stare sulla Terra dopo il genocidio che ha commesso, e confessa alla ragazza quello che prova per lei. Sul TARDIS, Donna è raggiante, ma il suo cervello umano non riesce a contenere tutte le informazioni presenti nel cervello del Dottore, in quanto Donna non è un Signore del Tempo. Con tutte le informazioni che ottenuto il cervello di Donna rischierebbe di esplodere, quindi il Dottore, per salvarle la vita, le cancella ogni ricordo di lui e la riporta a casa, rimanendo così solo.
- Altri interpreti: Billie Piper (Rose Tyler), Freema Agyeman (Martha Jones), John Barrowman (Jack Harkness), Elisabeth Sladen (Sarah Jane Smith), Noel Clarke (Mickey Smith), Camille Coduri (Jackie Tyler), Gareth David-Lloyd (Ianto Jones), Eve Myles (Gwen Cooper), Thomas Knight (Luke Smith), Bernard Cribbins (Wilfred Mott), Jacqueline King (Sylvia Noble), Adjoa Andoh (Francine Jones), Julian Bleach (Davros), Valda Aviks (donna tedesca), Shobu Kapoor (donna spaventata), Elizabeth Tan (donna cinese), Michael Price (uomo), Nicholas Briggs (voce dei Dalek), John Leeson (voce di K-9), Alexander Armstrong (Mr. Smith)

## Un altro Dottore
Per la visione della trama si rimanda a Episodi speciali di Doctor Who.

## Il pianeta dei morti
Per la visione della trama si rimanda a Episodi speciali di Doctor Who.

## L'acqua di Marte
Per la visione della trama si rimanda a Episodi speciali di Doctor Who.

## La fine del tempo 1ª e 2ª parte
Per la visione della trama si rimanda a Episodi speciali di Doctor Who.